# 東金町
東金町（ひがしかなまち）は、東京都葛飾区の地名。住居表示実施済み。現行行政地名は東金町一丁目から八丁目。

## 地理
葛飾区の東北端に位置する。金町駅の北側から広がる住宅地が大半を占めるが、一部水元公園の緑地も含まれる。北西で東水元一・二丁目、西が南水元四丁目及び新宿六丁目、南で金町三・五・六丁目、北が埼玉県三郷市高州四丁目、東で江戸川を挟んで千葉県松戸市上矢切・小山・松戸と隣接する。

### 地価
住宅地の地価は、2025年（令和7年）1月1日の公示地価によれば、東金町1-3-1の地点で50万8000円/m2、
東金町5-49-11の地点で26万9000円/m2となっている。

## 歴史
詳細の歴史に関しては、金町の歴史を参照のこと。明治以前から存在した金町村にあった寺院・神社・史跡のほとんどが現在の東金町内に存在する。

### 地名の由来
1966年（昭和41年）住居表示実施に伴い、それに先立つ1963年（昭和38年）に公布された葛飾区条例と施行規則に基づき、旧金町を常磐線を境に南北で分割した際、北側を東金町、南側を金町と行政（葛飾区住居表示課）によりつけられた地名である。同時期に葛飾区内で区画分割で新しくできた地名には南水元の一件を除き、他は東□□、西□□となっているのが特徴である。

### 沿革
- 1612年（慶長17年）江戸幕府により水戸道中の要所として江戸川の渡舟場を利用した関所である「金町松戸御関所」（葛飾区東金町8－23）を武蔵国金町村（幕府領）に設置
- 1869年（明治2年）1月13日 - 廃藩置県で小菅県の設置により、小菅県 南葛飾郡金町村となる。
- 1871年（明治4年）11月14日 - 第1次府県統合により品川県、東京府（第1次）と合併し、東京府（第2次）の発足に伴い、東京府 南葛飾郡 金町村となる。金町村役場は現在の第一病院の隣（現葛飾区東金町4-2）に置く。
- 1889年（明治22年）5月1日 - 町村制の施行に伴い、金町村、柴又村が合併し、行政村としての東京府 南葛飾郡 金町村が発足。
- 1925年（大正14年）8月6日 - 金町村が町制施行して金町となる。金町町役場を現在葛飾区金町子どもセンターがある所（葛飾区東金町3-8-1）に置く。
- 1932年（昭和7年）10月1日 - いわゆる「大東京市」設置に伴い、南葛飾郡全域が東京市に編入。金町の区域は葛飾区となり、東京府東京市 金町となる。「行政町」としての金町はこの時に消滅し、「区画」としての金町（旧1丁目～旧6丁目）と柴又とになる。この時の金町は現在の金町と東金町の合わせた全体で金町村当時の地域に戻る。
- 1943年（昭和18年）7月1日 - 東京府と東京市が廃止されて新たに東京都が設置されたのに伴い、東京都 葛飾区 金町となる。この時点では葛飾区の区域には変更はなかった。
- 1966年（昭和41年）1月1日 - 東金町という地名が誕生する。住居表示実施に伴い、旧金町の常磐線より北側にある3、4丁目の一部と5～6丁目が東金町1、3～8丁目に、水元小合町の一部が東金町2丁目となる。（住居表示完了は1981年10月1日）
- 上記の変遷を経て現在に至る。

### 治安・風紀の維持
2012年、東京都は東金町一丁目を都迷惑防止条例に基づき、客引きやスカウトのみならず、それらを行うために待機する行為なども禁止する区域に指定した。

## 世帯数と人口
2023年（令和5年）1月1日現在（東京都発表）の世帯数と人口は以下の通りである。
| 丁目         | 世帯数     | 人口     |
| ------------ | ---------- | -------- |
| 東金町一丁目 | 3,145世帯  | 5,815人  |
| 東金町二丁目 | 1,932世帯  | 3,538人  |
| 東金町三丁目 | 1,781世帯  | 3,011人  |
| 東金町四丁目 | 1,581世帯  | 2,933人  |
| 東金町五丁目 | 1,843世帯  | 3,860人  |
| 東金町六丁目 | 1,286世帯  | 2,508人  |
| 東金町七丁目 | 878世帯    | 1,878人  |
| 東金町八丁目 | 391世帯    | 954人    |
| 計           | 12,837世帯 | 24,497人 |

### 人口の変遷
国勢調査による人口の推移。
| 年                 | 人口   |
| ------------------ | ------ |
| 1995年（平成7年）  | 22,505 |
| 2000年（平成12年） | 21,551 |
| 2005年（平成17年） | 21,191 |
| 2010年（平成22年） | 22,716 |
| 2015年（平成27年） | 23,802 |
| 2020年（令和2年）  | 24,166 |

### 世帯数の変遷
国勢調査による世帯数の推移。
| 年                 | 世帯数 |
| ------------------ | ------ |
| 1995年（平成7年）  | 9,221  |
| 2000年（平成12年） | 9,193  |
| 2005年（平成17年） | 9,306  |
| 2010年（平成22年） | 10,487 |
| 2015年（平成27年） | 10,933 |
| 2020年（令和2年）  | 11,685 |

## 学区
区立小・中学校に通う場合、学区は以下の通りとなる（2021年4月時点）。
| 丁目         | 番地                     | 小学校               | 中学校               |
| ------------ | ------------------------ | -------------------- | -------------------- |
| 東金町一丁目 | 1～2番 9～45番           | 葛飾区立東金町小学校 | 葛飾区立金町中学校   |
| 東金町一丁目 | 3～8番                   | 葛飾区立原田小学校   | 葛飾区立金町中学校   |
| 東金町二丁目 | 全域                     | 葛飾区立原田小学校   | 葛飾区立金町中学校   |
| 東金町三丁目 | 全域                     | 葛飾区立東金町小学校 | 葛飾区立金町中学校   |
| 東金町四丁目 | 全域                     | 葛飾区立半田小学校   | 葛飾区立東金町中学校 |
| 東金町五丁目 | 全域                     | 葛飾区立半田小学校   | 葛飾区立東金町中学校 |
| 東金町六丁目 | 6～7番 11～13番 18～27番 | 葛飾区立半田小学校   | 葛飾区立東金町中学校 |
| 東金町六丁目 | 1～5番 8～10番 14～17番  | 葛飾区立金町小学校   | 葛飾区立東金町中学校 |
| 東金町七丁目 | 全域                     | 葛飾区立半田小学校   | 葛飾区立東金町中学校 |
| 東金町八丁目 | 全域                     | 葛飾区立半田小学校   | 葛飾区立東金町中学校 |

## 事業所
2021年（令和3年）現在の経済センサス調査による事業所数と従業員数は以下の通りである。
| 丁目         | 事業所数  | 従業員数 |
| ------------ | --------- | -------- |
| 東金町一丁目 | 385事業所 | 3,804人  |
| 東金町二丁目 | 82事業所  | 713人    |
| 東金町三丁目 | 140事業所 | 752人    |
| 東金町四丁目 | 79事業所  | 642人    |
| 東金町五丁目 | 80事業所  | 580人    |
| 東金町六丁目 | 47事業所  | 305人    |
| 東金町七丁目 | 63事業所  | 533人    |
| 東金町八丁目 | 29事業所  | 279人    |
| 計           | 905事業所 | 7,608人  |

### 事業者数の変遷
経済センサスによる事業所数の推移。
| 年                 | 事業者数 |
| ------------------ | -------- |
| 2016年（平成28年） | 908      |
| 2021年（令和3年）  | 905      |

### 従業員数の変遷
経済センサスによる従業員数の推移。
| 年                 | 従業員数 |
| ------------------ | -------- |
| 2016年（平成28年） | 7,172    |
| 2021年（令和3年）  | 7,608    |

## 交通

### 鉄道
鉄道
- 東日本旅客鉄道（JR東日本）
  - 常磐線（各駅停車）：金町駅 - （駅の所在地は金町）

### バス
域内を京成バスの路線が通るほか、金町駅を発着するバス路線が複数存在する。金町駅#バス路線を参照。

### 道路・橋梁
道路
- 国道298号、東京外環自動車道
- 東京都道54号松戸草加線
- 東京都道451号江戸川堤防線
- 東京都道471号金町線
- 東京都道501号王子金町市川線
- 旧水戸街道

橋梁
- 葛飾橋
- 葛飾大橋
- 天王橋

## 施設
行政
- 葛飾区金町区民事務所
- 葛飾区金町地区センター
- 葛飾区東金町地区センター
- 葛飾区金町子どもセンター

教育
- 葛飾区立原田小学校
- 葛飾区立東金町小学校
- 葛飾区立半田小学校
- 葛飾区立東金町中学校

公園・スポーツ・レクリエーション
- 東京都立水元公園
- 東金町運動場
- 江戸川ラインゴルフ練習場

商業・店舗
- イトーヨーカドー（旧・セブンホームセンター）金町店
  - 屋上に金町自動車教習所がある。

宗教施設
- 日本キリスト教団・金町教会

## 史跡・寺社
- 瑞正寺
- 葛西神社
- 金蓮院
- 霊通寺
- 常光寺
- 信養寺
- 東江寺
- 光増寺
- 観蔵寺
- 半田稲荷神社
- 金町関所跡碑

## その他

### 日本郵便
- 郵便番号 : 125-0041[3]（集配局 : 葛飾新宿郵便局[17]）。